# Susana Guzner
Susana Guzner (La Plata, Argentina, 18 de octubre de 1944 - 16 de febrero de 2022), fue una escritora argentina, feminista y militante política. 

## Biografía
Fue licenciada en Magisterio y Psicología y cursó estudios de periodismo, antropología cultural, idiomas, música y canto coral, fotografía y bellas artes, entre otras disciplinas.
Ejerció la docencia en la educación primaria, secundaria y universitaria. Alterna su labor de escritora con el ejercicio de la psicoterapia en el ámbito privado e institucional y como asesora de Comunicación y Marketing para diversas empresas públicas y privadas (coordinación de grupos de opinión, diagnosis de tendencias y diagnóstico comunicacional).
Es autora de numerosos artículos de opinión y crítica (Revista Mujeres, Revista Internacional de Arte Lápiz, Época, El Faro de Vigo, Leedor.com, Literaturas.com, Medios de Comunicación Social, Amigos del Teatro del Teatro Juan Bravo de Segovia, Libros y Literatura, Diario Digital Femenino y otros), así como guionista en TVE y diversos canales autonómicos españoles, creando sketchs y guiones para teatro y televisión, siempre con la mujer como protagonista. 
Además de su producción literaria publicada e inédita (novelas, relatos, teatro, pedagogía), fue colaboradora freelance para diversas revistas, periódicos y portales culturales, a la par que impartió cursos literarios en línea.

## Publicaciones
- Punto y aparte (1ª edición). Editorial Egales, Madrid-Barcelona, España. 2004. ISBN 9788495346704. Relatos.[5]
- Detectives BAM (1ª edición). Ellas Editorial. 2005. ISBN 9788493415846. Obra de teatro.[6]
- 72 juegos para jugar con el espacio y el tiempo (1ª edición). Autoras en Red. 2007. ISBN 978-84-935754-0-3. Orientado a la enseñanza, se publicó por primera vez en 1982.[7]
- No sólo duelen los golpes. Palabras contra la violencia de género (1ª edición). Universidad de Córdoba. 2008. ISBN 978-84-7801-884-0. Participación en obra colectiva.[8]
- Coautora de Mein lesbisches auge 5 (Mi ojo lésbico 5) (Konkursbuch Verlag Claudia Gehrke, Alemania, 2006).
- Que suenen las olas, escritoras que escriben en Marruecos y Canarias. Participación en obra colectiva. Dirección y coordinación de Teresa Iturriaga Osa. Editado por La Obra Social de La Caja de Canarias, 2007.
- Dos orillas, voces en la narrativa lésbica. Traducida al inglés: Two Shores, Voices in lesbian narrative. Participación en obra colectiva. Dirección y coordinación de Minerva Salado. Editorial Egales, Madrid-Barcelona, España, 2008.
- Voces para Lilith, literatura contemporánea de temática lésbica en Sudamérica. Participación en obra colectiva. Antologadoras: Melissa Ghessi&Claudia Salazar. Aerolíneas Editoriales SAC, Lima, Perú. 2011
- La insensata geometría del amor (4ª edición). Argentina: Punto de Lectura. 2011. ISBN 978-987-578-175-7.Publicada por primera vez en España en 2001 (Editorial Plaza&Janes), y reeditada por Penguin Random House en 2002 (España)  y 2014 (México). La obra es considerada un hito en la novelística de temática lésbica en lengua castellana. Traducida al francés, alemán, neerlandés, portugués y polaco entre 2005 y 2007.
- Aquí pasa algo raro. Novela. Argentina: Dunken. 2018. ISBN 978-987-763-474-7.
- Aquí pasa algo raro. Novela. Estado español: Editorial Círculo Rojo. 2018. ISBN 978-84-9194-988-6.